# Premi Oscar 1945
La 17ª edizione della cerimonia di premiazione dei Premi Oscar si è tenuta il 15 marzo 1945 al Chinese Theatre di Hollywood, condotta dal comico Bob Hope e dal regista John Cromwell.

## Vincitori e candidati
Vengono di seguito indicati in grassetto i vincitori. Dove ricorrente e disponibile, viene indicato il titolo in lingua italiana e quello in lingua originale tra parentesi.

### Miglior film
- La mia via (Going My Way), regia di Leo McCarey
- La fiamma del peccato (Double Indemnity), regia di Billy Wilder
- Angoscia (Gaslight), regia di George Cukor
- Da quando te ne andasti (Since You Went Away), regia di John Cromwell
- Wilson, regia di Henry King

### Miglior regia
- Leo McCarey - La mia via (Going My Way)
- Billy Wilder - La fiamma del peccato (Double Indemnity)
- Otto Preminger - Vertigine (Laura)
- Alfred Hitchcock - Prigionieri dell'oceano (Lifeboat)
- Henry King - Wilson

### Miglior attore protagonista
- Bing Crosby - La mia via (Going My Way)
- Charles Boyer - Angoscia (Gaslight)
- Barry Fitzgerald - La mia via (Going My Way)
- Cary Grant - Il ribelle (None but the Lonely Heart)
- Alexander Knox - Wilson

### Migliore attrice protagonista
- Ingrid Bergman - Angoscia (Gaslight)
- Claudette Colbert - Da quando te ne andasti (Since You Went Away)
- Bette Davis - La signora Skeffington (Mr. Skeffington)
- Greer Garson - La signora Parkington (Mrs. Parkington)
- Barbara Stanwyck - La fiamma del peccato (Double Indemnity)

### Miglior attore non protagonista
- Barry Fitzgerald - La mia via (Going My Way)
- Hume Cronyn - La settima croce (The Seventh Cross)
- Claude Rains - La signora Skeffington (Mr. Skeffington)
- Clifton Webb - Vertigine (Laura)
- Monty Woolley - Da quando te ne andasti (Since You Went Away)

### Migliore attrice non protagonista
- Ethel Barrymore - Il ribelle (None but the Lonely Heart)
- Jennifer Jones - Da quando te ne andasti (Since You Went Away)
- Angela Lansbury - Angoscia (Gaslight)
- Aline MacMahon - La stirpe del drago (Dragon Seed)
- Agnes Moorehead - La signora Parkington (Mrs. Parkington)

### Miglior sceneggiatura
- Frank Butler e Frank Cavett - La mia via (Going My Way)
- Billy Wilder e Raymond Chandler - La fiamma del peccato (Double Indemnity)
- John Van Druten, Walter Reisch e John L. Balderston - Angoscia (Gaslight)
- Jay Dratler, Samuel Hoffenstein e Betty Reinhardt - Vertigine (Laura)
- Irving Brecher e Fred F. Finkelhoffe - Incontriamoci a Saint Louis (Meet Me in St. Louis)

### Miglior sceneggiatura originale
- Lamar Trotti - Wilson
- Preston Sturges - Evviva il nostro eroe (Hail the Conquering Hero)
- Richard Connell e Gladys Lehman - Due ragazze e un marinaio (Two Girls and a Sailor)
- Jerome Cady - La nave senza nome (Wing and a Prayer)
- Preston Sturges - Il miracolo del villaggio (The Miracle of Morgan's Creek)

### Miglior soggetto originale
- Leo McCarey - La mia via (Going My Way)
- Chandler Sprague e David Boehm - Joe il pilota (A Guy Named Joe)
- John Steinbeck - Prigionieri dell'oceano (Lifeboat)
- Alfred Neumann e Joseph Than - Nessuno sfuggirà (None Shall Escape)
- Edward Doherty e Jules Schermer - La famiglia Sullivan (The Sullivans)

### Miglior fotografia
- Bianco e nero

- Joseph LaShelle - Vertigine (Laura)
- John F. Seitz - La fiamma del peccato (Double Indemnity)
- Sidney Wagner - La stirpe del drago (Dragon Seed)
- Joseph Ruttenberg - Angoscia (Gaslight)
- Lionel Lindon - La mia via (Going My Way)
- Glen MacWilliams - Prigionieri dell'oceano (Lifeboat)
- Stanley Cortez e Lee Garmes - Da quando te ne andasti (Since You Went Away)
- Robert Surtees e Harold Rosson - Missione segreta (Thirty Seconds over Tokyo)
- Charles Lang - La casa sulla scogliera (The Uninvited)
- George Folsey - Le bianche scogliere di Dover (The White Cliffs of Dover)

- Colore

- Leon Shamroy - Wilson
- Rudolph Maté e Allen M. Davey - Fascino (Cover Girl)
- Edward Cronjager - Due donne e un purosangue (Home in Indiana)
- Charles Rosher - Kismet
- Ray Rennahan - Le schiave della città (Lady in the Dark)
- George Folsey - Incontriamoci a Saint Louis (Meet Me in St. Louis)

### Miglior scenografia
- Bianco e nero

- Cedric Gibbons, William Ferrari, Edwin B. Willis e Paul Huldschinsky - Angoscia (Gaslight)
- Lionel Banks, Walter Holscher e Joseph Kish - Address Unknown
- John J. Hughes e Fred MacLean - Il pilota del Mississippi (The Adventures of Mark Twain)
- Perry Ferguson e Julia Heron - Le tre donne di Casanova (Casanova Brown)
- Lyle Wheeler, Leland Fuller e Thomas Little - Vertigine (Laura)
- Hans Dreier, Robert Usher e Sam Comer - Non c'è tempo per l'amore (No Time for Love)
- Mark-Lee Kirk e Victor A. Gangelin - Da quando te ne andasti (Since You Went Away)
- Albert S. D'Agostino, Carroll Clark, Darrell Silvera e Claude Carpenter - Hotel Mocambo (Step Lively)

- Colore

- Wiard Ihnen e Thomas Little - Wilson
- John B. Goodman, Alexander Golitzen, Russell A. Gausman e Ira S. Webb - La voce magica (The Climax)
- Lionel Banks, Cary Odell e Fay Babcock - Fascino (Cover Girl)
- Charles Novi e Jack McConaghy - Il canto del deserto (The Desert Song)
- Cedric Gibbons, Daniel B. Cathcart, Edwin B. Willis e Richard Pefferle - Kismet
- Hans Dreier, Raoul Pene du Bois e Ray Moyer - Le schiave della città (Lady in the Dark)
- Ernst Fegté e Howard Bristol - Il pirata e la principessa (The Princess and the Pirate)

### Migliori effetti speciali
- A. Arnold Gillespie, Donald Jahraus, Warren Newcombe e Douglas Shearer - Missione segreta (Thirty Seconds over Tokyo)
- Paul Detlefsen, John Crouse e Nathan Levinson - Il pilota del Mississippi (The Adventures of Mark Twain)
- Vernon L. Walker, James G. Stewart e Roy Granville - Tamara, figlia della steppa (Days of Glory)
- David Allen, Ray Cory, Robert Wright, Russell Malmgren e Harry Kusnick - Comando segreto (Secret Command)
- John R. Cosgrove e Arthur Johns - Da quando te ne andasti (Since You Went Away)
- Gordon Jennings, Farciot Edouart e George Dutton - La storia del dottor Wassell (The Story of Dr. Wassell)
- Fred Sersen e Roger Heman - Wilson

### Miglior montaggio
- Barbara McLean - Wilson
- Leroy Stone - La mia via (Going My Way)
- Owen Marks - Janie
- Roland Gross - Il ribelle (None but the Lonely Heart)
- Hal C. Kern e James E. Newcom - Da quando te ne andasti (Since You Went Away)

### Miglior sonoro
- Edmund H. Hansen e 20th Century-Fox Studio Sound Department - Wilson
- Daniel J. Bloomberg e Republic Studio Sound Department - Brazil
- Thomas T. Moulton e Samuel Goldwyn Studio Sound Department - Le tre donne di Casanova (Casanova Brown)
- Bernard B. Brown e Universal Studio Sound Department - Le conseguenze di un bacio (His Butler's Sister)
- Nathan Levinson e Warner Bros. Studio Sound Department - Ho baciato una stella (Hollywood Canteen)
- John P. Livadary e Columbia Studio Sound Department - Fascino (Cover Girl)
- Jack Whitney e General Service - Avvenne domani (It Happened Tomorrow)
- Douglas Shearer e Metro-Goldwyn-Mayer Studio Sound Department - Kismet
- Stephen Dunn e RKO Radio Studio Sound Department - Bagliori a Manhattan (Music in Manhattan)
- W. M. Dalgleish e RCA Sound - Voice in the Wind
- Loren L. Ryder e Paramount Studio Sound Department - La fiamma del peccato (Double Indemnity)

### Migliore colonna sonora
- Film musicale

- Morris Stoloff e Carmen Dragon - Fascino (Cover Girl)
- Werner R. Heymann e Kurt Weill - Knickerbocker Holiday
- Walter Scharf - Brazil
- Constantin Bakaleinikoff - Higher and Higher
- Ray Heindorf - Ho baciato una stella (Hollywood Canteen)
- Alfred Newman - Irish Eyes Are Smiling
- Ferde Grofé e Leo Erdody - Minstrel Man
- Ray Heindorf e Louis Forbes - Così vinsi la guerra (Up in Arms)
- Robert Emmett Dolan - Le schiave della città (Lady in the Dark)
- Georgie Stoll - Incontriamoci a Saint Louis (Meet Me in St. Louis)
- Mahlon Merrick - Sfolgorio di stelle (Sensations of 1945)
- Hans J. Salter - The Merry Monahans
- Charles Previn - È fuggita una stella (Song of the Open Road)
- Edward Kay - Lady, Let's Dance

- Film drammatico o commedia

- Max Steiner - Da quando te ne andasti (Since You Went Away)
- Dimitri Tiomkin - Il ponte di San Luis Rey (The Bridge of San Luis Rey)
- Arthur Lange - Le tre donne di Casanova (Casanova Brown)
- Hans J. Salter - Vacanze a Natale (Christmas Holiday)
- Max Steiner - Il pilota del Mississippi (The Adventures of Mark Twain)
- Morris Stoloff e Ernst Toch - Address Unknown
- Miklós Rózsa - La fiamma del peccato (Double Indemnity)
- Walter Scharf e Roy Webb - I conquistatori dei sette mari (The Fighting Seabees)
- Robert Stolz - Avvenne domani (It Happened Tomorrow)
- Frederic Efrem Rich - Jack London
- Herbert Stothart - Kismet
- David Rose - Il pirata e la principessa (The Princess and the Pirate)
- Karl Hajos - Temporale d'estate (Summer Storm)
- Franke Harling - Three Russian Girls
- Edward Paul - Nella camera di Mabel (Up in Mabel's Room)
- Michel Michelet - Voice in the Wind
- Alfred Newman - Wilson
- Miklós Rózsa - La donna della città (Woman of the Town)
- Hanns Eisler e Constantin Bakaleinikoff - Il ribelle (None but the Lonely Heart)

### Miglior canzone
- "Swinging on a Star", musica di James Van Heusen, testo di Johnny Burke - La mia via (Going My Way)
- "I Couldn't Sleep a Wink Last Night", musica di Jimmy McHugh, testo di Harold Adamson - Higher and Higher
- "I'll Walk Alone", musica di Jule Styne, testo di Sammy Cahn - La nave della morte (Follow the Boys)
- "I'm Making Believe", musica di James Monaco, testo di Mack Gordon - Sweet and Low-Down
- "Long Ago and Far Away", musica di Jerome Kern, testo di Ira Gershwin - Fascino (Cover Girl)
- "Now I Know", musica di Harold Arlen, testo di Ted Koehler - Così vinsi la guerra (Up in Arms)
- "Remember Me to Carolina", musica di Harry Revel, testo di Paul Webster - Minstrel Man
- "Rio de Janeiro", musica di Ary Barroso, testo di Ned Washington - Brazil
- "Silver Shadows and Golden Dreams", musica di Lew Pollack, testo di Charles Newman - Lady, Let's Dance
- "Sweet Dreams Sweetheart", musica di Maurice K. Jerome, testo di Ted Koehler - Ho baciato una stella (Hollywood Canteen)
- "Too Much in Love", musica di Walter Kent, testo di Kim Gannon - È fuggita una stella (Song of the Open Road)
- "The Trolley Song", musica e testo di Ralph Blane e Hugh Martin - Incontriamoci a Saint Louis (Meet Me in St. Louis)

### Miglior documentario
- The Fighting Lady, regia di Edward Steichen
- Resisting Enemy Interrogation, regia di Harold Medford

### Miglior cortometraggio
- Who's Who in Animal Land, regia di Jerry Fairbanks
- Blue Grass Gentlemen, regia di Edmund Reek
- Movie Pests, regia di Will Jason
- Jammin' the Blues, regia di Gordon Hollingshead
- 50th Anniversary of Motion Pictures, regia di Ralph Staub

### Miglior cortometraggio a 2 bobine
- I Won't Play, regia di Gordon Hollingshead
- Bombalera, regia di Noel Madison
- Main Street Today, regia di Edward L. Cahn

### Miglior cortometraggio documentario
- With the Marines at Tarawa, regia di United States Marine Corps
- Arturo Toscanini, regia di Alexander Hammid
- New Americans, regia di Slavko Vorkapich

### Miglior cortometraggio d'animazione
- Jerry nei guai (Mouse Trouble), regia di Joseph Barbera e William Hanna
- How To Play Football, regia di Jack Kinney
- My Boy Johnny, regia di Eddie Donnelly
- Il cantante (Swooner Crooner), regia di Frank Tashlin
- Dog, Cat and Canary, regia di Howard Swift
- Fish Fry, regia di Shamus Culhane
- And To Think I Saw It on Mulberry Street, regia di George Pal

## Premi speciali

### Oscar onorario
- Bob Hope per i suoi molti servizi all'Academy.

### Premio giovanile
- Margaret O'Brien

### Premio alla memoria Irving G. Thalberg
- Darryl F. Zanuck